# 印加人
印加人（Inca），或译印卡人，南美洲古代印第安人。與東亞人有部分相似的外貌特徵。使用克丘亚语。“印加”（Inca）的意思是“太阳的子孙”。主要生活在安第斯山脉中段，中心在秘鲁的库斯科城。印加人是南美洲安第斯山区克丘亚族的一支，讲克丘亚语。

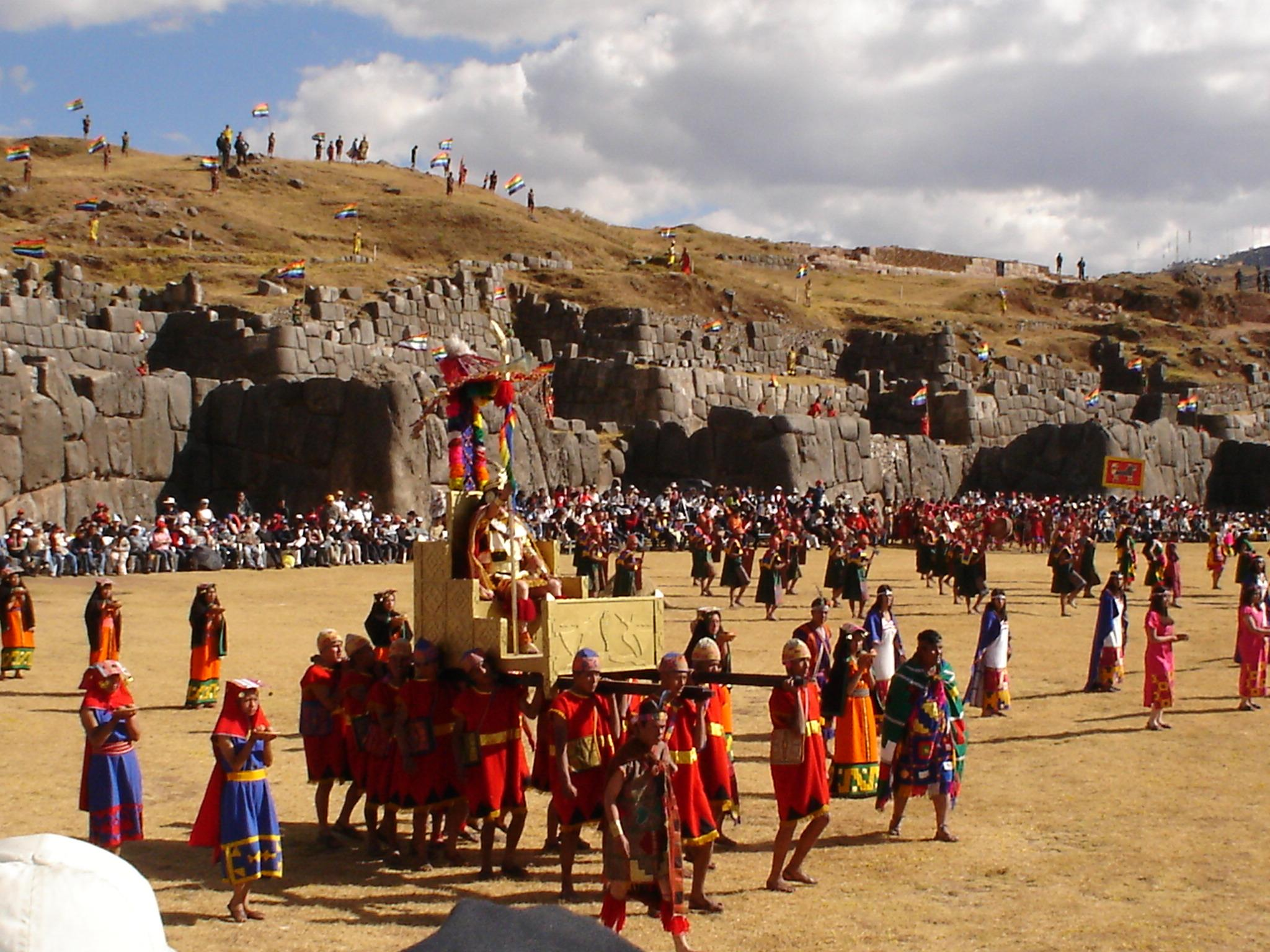
印加帝國太陽祭盛況的重現

他们的“王”称为“印加”，早期西班牙殖民者与其接触时，错误的把他们“王”的称号来称呼这个部族，因此，印加人这个名字就延续了下来。与阿兹特克人一样，印加人也是一支相当年轻的部族，他们在13世纪起开始向外扩张，并建立起史称的“印加帝国”。

## 相关
- 印加帝國